# Monasterio de Santa Clara (Canadá)
El Monasterio de Santa Clara (en inglés: St. Clare's Monastery ) es un monasterio de la Orden de Santa Clara en Duncan, Columbia Británica, al oeste de Canadá. Las monjas de la orden también reciben el nombre de "Clarisas". Se trata de una comunidad contemplativa de mujeres que viven el carisma de Santa Clara de Asís y forman la segunda orden en el movimiento iniciado por San Francisco de Asís.
En 1912, tres monjas llegaron a Victoria, Columbia Británica desde Nueva Orleans, Luisiana. Se estableció el 8 de diciembre de 1912, como el primer monasterio de habla inglesa de la Primitiva Observancia de Santa Clara en Canadá. Mientras que la comunidad creció durante un tiempo, el clima resultó difícil para muchos miembros de la comunidad, y la mayoría regresó al monasterio en Nueva Orleans.